# Langadi
Langadi (nepalski: लंगडी) – gaun wikas samiti w środkowej części Nepalu w strefie Narajani w dystrykcie Parsa. Według nepalskiego spisu powszechnego z 2001 roku liczył on 493 gospodarstw domowych i 3180 mieszkańców (1559 kobiet i 1621 mężczyzn).